# Château d'Arry (Somme)
Pour les articles homonymes, voir Château d'Arry.
Le château d'Arry est situé sur le territoire de la commune d'Arry, dans le département de la Somme.

## Historique
Le château d'Arry fut édifié vers 1761 pour le comte d'Hodicq par l'entrepreneur architecte Giraud Sannier. Une anecdote, réelle ou enjolivée, relate les conditions de financement de la construction : le comte de Courteville d'Hodicq, joueur de cartes passionné, a perdu sa fortune au jeu. Il se plaint de ce qu'il ne pourra pas faire bâtir son rendez-vous de chasse. La reine Marie Leczinska l'entend : elle remet l'argent en jeu et le lui fait regagner. Une console dans le salon du château d'Arry, ornée d'un jeu de cartes, dessiné dans le marbre, « le jeu de la reine » rappelle cet événement[réf. souhaitée]. 
Le château et le parc sont protégés au titre des monuments historiques : classement par arrêté du 2 mars 1979. Constituée avec le canal de la Maye, la perspective dite « le miroir », en alignement avec le château, a été classée à cette même date.

## Caractéristiques

### Extérieur
Le château construit en brique et pierre se dresse entre deux bâtiments à arcades moins élevés.  Au centre, le pavillon incurvé en saillie est surmonté d'une toiture mansardée sous forme de dôme. Les deux ailes prolongent de façon uniforme le pavillon central.

### Intérieur
L'intérieur du château est composé de plusieurs éléments remarquables :
- le grand et le petit salon du rez-de-chaussée avec le mobilier (cheminée, fauteuils, commodes ...). Le grand salon est décoré de lambris peints vers 1760 par Jean Loisel Le gaucher, élève de Joseph Vernet, propriétaire du château du Broutel à Rue. Ils représentent des scènes champêtres [4] ;
- le vestibule avec l'escalier et sa rampe, le papier peint du XIXe siècle...

## Le parc

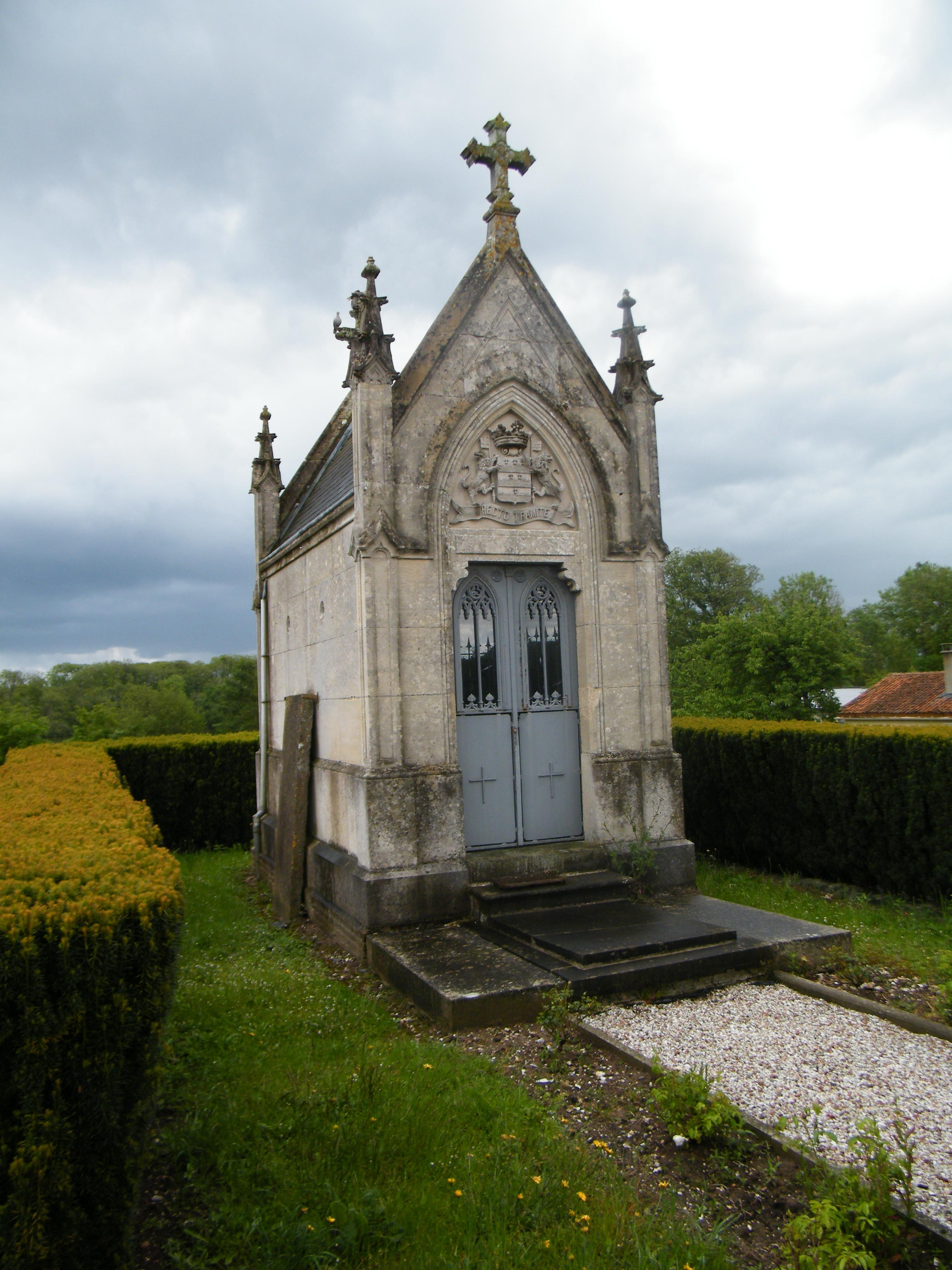
Chapelle funéraire des anciens châtelains.

L'accès au château se fait par un parterre à la française. À l'arrière des bâtiments, le parc de 5 hectares se prolonge par une pièce d'eau traversée par la Maye.
La sépulture des vicomtes et vicomtesses de France se trouve à l'extrémité ouest du parc, devant l'église. C'est une chapelle néogothique aux armes de la famille.